# Третя футбольна ліга Македонії
Третя футбольна ліга Македонії (мак. Трета македонска фудбалска лига) — третя за рівнем ліга Македонії з футболу.

## Фомат
Ліга поділена на шість груп: Третя ліга - Північ, Третя ліга - Центр, Третя ліга - Схід, Третя ліга - Південний-Схід, Третя ліга - Захід та Третя ліга - Південний-Захід. За підсумками сезону шість переможців груп гарантують собі місце у Другій лізі. Одна або дві найгірші команди з кожного регіону вибувають до Регіональних ліг. Кількість вибулих команд до кожної з груп залежить від кількості команд другого дивізіону, до яких регіони вони потрапляють наступного сезону.

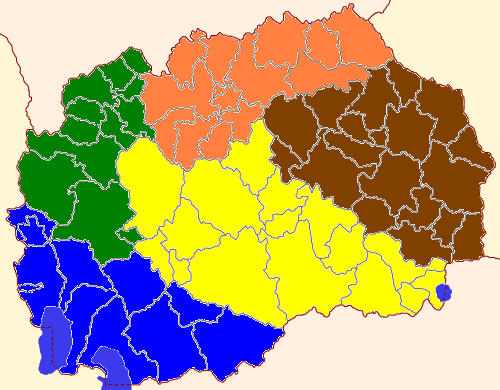
Розподіл груп Третьої ліги за географічним принципом;;
Помаранчевий - Північ,
Жовтий – Південь,
Коричневий – Схід,
Зелений – Захід,
Синій – Південний-Захід.

Легенда
| Е | Клуб вийшов до єдиної Другої ліги         |
| З | Клуб вийшов до єдиної Другої ліги - Захід |
| И | Клуб вийшов до єдиної Другої ліги - Схід  |

### 1992–2000
| Сезон   | Північ і Південь      | Козьяк           | Південь           | Схід                      | Пелагонія     | Озерний         |
| ------- | --------------------- | ---------------- | ----------------- | ------------------------- | ------------- | --------------- |
| 1992/93 | Техноком Горно Лисиче |                  | Варош И           | Перший партизан Турново И | Піту Гулі З   | КорабЗ          |
| 1993/94 | Шкендія (Т) З         |                  | Желєзнічар И      | Плачковіца И              | Сувенір З     |                 |
| 1994/95 | Ілінден З             | Работнік И       |                   | МалешИ                    | СветлостЗ     | Фламуртарі (Р)З |
| 1995/96 | ЮгохромЗ              | Карпош 93И       | ГаберИ            | Слога (В) И               | 11 Октомврі З | ВевчаниЗ        |
| 1996/97 | Алуміна               | Овче ПолеИ       | Росоман 83И       | АстібоИ                   | ПролетерЗ     | ВлазніміЗ       |
| 1997/98 | Гостивар З            | Беса (С)И        | УдарникИ          | ТіверіяЕ                  | Демір ХісарЗ  | ВелештаЗ        |
| 1998/99 | БутелЗ                | Карпош 93И       | Дойранське озероИ | Бело БрдоИ                | МарійовоЗ     | ВоскаЗ          |
| 1999/00 | Дріта                 | Месна ІндустріяЕ | Росоман 83        | Младост ГТ Оризари Е      | 11 ОктомвріЕ  | Влазрімі        |

1. ↑  З 1992 по 1994 рік регіон Пелагонія мав назву Захід.

### 2000–2004
| Сезон   | Північ               | Південь         | Схід                | Південний-захід     |
| ------- | -------------------- | --------------- | ------------------- | ------------------- |
| 2000/01 | Дріта Е              | Кожуф Е         | ТурновоЕ            | Македонія ВраніштаЕ |
| 2001/02 | Маджарі СолідарностЕ | Побєда (В)Е     | Брегальниця (Штип)Е | ВлазріміЕ           |
| 2002/03 | Скоп'єЕ              | ЛозарЕ          | ЗлетовицяЕ          | БратствоЕ           |
| 2003/04 | РеноваЕ              | Вардар Неготіно | Младост (С)Е        | Делогожди           |

### 2004–2017
| Сезон   | Північ               | Північ               | Південь           | Схід               | Захід        | Південний-захід     | Додатковий відбір                                                                         |
| Сезон   | Група А              | Група Б              | Південь           | Схід               | Захід        | Південний-захід     | Додатковий відбір                                                                         |
| ------- | -------------------- | -------------------- | ----------------- | ------------------ | ------------ | ------------------- | ----------------------------------------------------------------------------------------- |
| 2004/05 | МеталургЕ            | МеталургЕ            | ЛозарЕ            | Осогово            | Дріта        | КараорманЕ          |                                                                                           |
| 2005/06 | МіланоЕ              | МіланоЕ              | Кожуф             | Тиверія            | Гостивар     | Ілінден (В)Е        |                                                                                           |
| 2006/07 | АлюмінаЕ             | АлюмінаЕ             | МиравціЕ          | Нов МіленіумЕ      | ДрітаЕ       | Охрид 2004Е         | ЛокомотиваЕ[1]                                                                            |
| 2007/08 | Лепенець             | Лепенець             | КожуфЕ            | Осогово            | Люботен      | Новаци 2005Е        |                                                                                           |
| 2008/09 | Лепенець             | Ілінден              | 11 ОктомвріЕ      | Осогово            | ВлазріміЕ    | Влазрімі            |                                                                                           |
| 2009/10 | Горно Лисиче Е[2]    | Раштак               | ТиквешЕ           | Осогово            | РиніяЕ       | Охрид ЛотеЕ         |                                                                                           |
| 2010/11 | ТрескаЕ[2]           | Маджарі Солідарност  | Побєда ЖуніорЕ    | ОсоговоЕ           | РуфеяЕ       | КорабіЕ             |                                                                                           |
| 2011/12 | Маджарі СолідарностЕ | Маджарі СолідарностЕ | КорзоЕ            | Брегальниця (Д)    | ВрапчиштеЕ   | Новаци 2005Е        | БабіЕ                                                                                     |
| 2012/13 | Шкупі Е[3]           | Шкупі Е[3]           | БорецЕ            | ТиверіяЕ           | ЗаязіЕ       | Корабі              |                                                                                           |
| 2013/14 | Гоблен Жуніор        | Гоблен Жуніор        | Вардар Неготіно   | Беласиця           | ВлазріміЕ[4] | Младост (ЦД) Е      |                                                                                           |
| 2014/15 | Любанці 1974Е        | Любанці 1974Е        | Побєда (П)Е       | Беласиця           | Заязі        | Велешта             |                                                                                           |
| 2015/16 | Гоблен Жуніор        | Гоблен Жуніор        | Вардар Неготіно Е | Академія Пандєва Е | Вардарі      | Новаці 2005Е[6]     | ТиквешЕ[7]                                                                                |
| 2016/17 | Локомотива3          | Локомотива3          | Кожуф ГевгеліяИ   | БеласицяИ          | ГостиварЗ    | Струга Трим - Лум З | Борец 1919И, ЗаязіЗ, Лабунішта 2011З, ОсоговоИ, ПлачковицяИ, Побєда (В)И, Кам'яниця СасаИ |

1. a : Локомотив модернізований після перемоги в додатковому поєдинку проти Корабі, оскільки Друга ліга була розширена.
2. a : Горно Лисиче як переможця Півночі - група А, виграв плей-оф за право підвищення у «Растак», який виступав у групи В Північ.
3. a : Треска як переможець групи А, він виграв плей-оф за право підвищення проти Маджарі Солідарност, який став переможцем групи Б.
4. a : Шкупі втратив можливість підвищитися в класі по турнірній таблиці, але через переймання ФК «Корзо», назва клубу було змінено на Шкупі 1927.
5. a : Влазрімі він програв команді плей-оф за право виходу, але через поглинання Врапчиште (тоді представника другої ліги), клуб по ходу сезону змінив назву - Влазрімі 77.
6. a : Новаці втратили спонсорську підтримку, але через зняття Младості з Другої ліги, клуб зберіг своє місце.
7. a : Керівництво Тиквеша злився з Любанці 1974 (тоді учасником Другої ліги), а потім змінила назву по ходу сезону.

### 2017—н.ч.
| Сезон   | Північ          | Центр      | Південний-схід       | Схід     | Захід                | Південний-захід  |
| ------- | --------------- | ---------- | -------------------- | -------- | -------------------- | ---------------- |
| 2017/18 | Гоблен Жуніор 3 | Партизан И | Детоніт ЖуніорИ      | Кіт-Го И | Генч Калемер Спорт З | КорабіЗ          |
| 2018/19 | Кадіно 3        | Піту ГуліИ | Дойранське Озеро [8] | ОсоговоИ | Дріта З              | Охрид Ліхнідос З |

8. a :«Дойранське Озеро» відмовився від участі в Другій лізі - Схід наступного сезону.